# HD 175535
HD 175535 là một sao đôi trong chòm sao quanh cực phương bắc là chòm sao Thiên Long. Nó có cấp sao biểu kiến là 4,92, đủ sáng để có thể nhìn thấy rõ bằng mắt thường. Hệ sao đôi này cách xa hệ Mặt Trời khoảng 302 năm ánh sáng, như được xác định từ sự thay đổi thị sai sao hàng năm là 10,8 mili giây cung. Nó đang di chuyển ra xa khỏi Trái Đất với vận tốc xuyên tâm nhật tâm là +8,5 km/s.
Bản chất sao đôi của hệ thống này đã được W. W. Campbell thuộc Đài Thiên văn Lick công bố vào năm 1911. Nó là một sao đôi quang phổ một vạch với chu kỳ quỹ đạo là 972,84 ngày (2,66 năm) và độ lệch tâm là 0,342. Giá trị a sin i  cho các thành phần có thể nhìn thấy là 734±06 Gm, trong đó a là bán trục lớn và i là độ nghiêng quỹ đạo (chưa biết). Điều này cho thấy bán trục lớn thực tế lớn hơn 0,491 AU.
Thành phần có thể nhìn thấy dường như là một ngôi sao khổng lồ tiến hóa với phân loại sao là G7 IIIa Fe−1, trong đó ký hiệu hậu tố chỉ ra sự thiếu hụt sắt trong khí quyển. Tuổi của nó là 320 triệu năm với khối lượng gấp 3,27 lần khối lượng Mặt Trời và gấp khoảng 13 lần bán kính Mặt Trời. Ngôi sao có độ sáng gấp 219 lần so với độ sáng của Mặt Trời từ quang cầu mở rộng của nó ở nhiệt độ hiệu dụng 5024 K.